# Exterritorialität
Exterritorialität (lateinisch ex terra, „aus dem Land heraus“), teilweise auch als Extraterritorialität bezeichnet, beschreibt die Ausnahmestellung gegenüber der Hoheit des Aufenthaltsstaates. Der Begriff ist zwischenzeitlich einem Bedeutungswandel unterlegen. Während er ursprünglich dazu diente, die besondere völkerrechtliche Stellung von Personen (Staatsoberhäuptern, Regierungsvertretern, Diplomaten) zu beschreiben, wird er heute zumeist nur noch im Zusammenhang mit dem Status von diplomatischen Liegenschaften verwendet. Der genaue Bedeutungssinn ist dabei jedoch oft unklar.

## Ursprüngliche Bedeutung im Völkerrecht

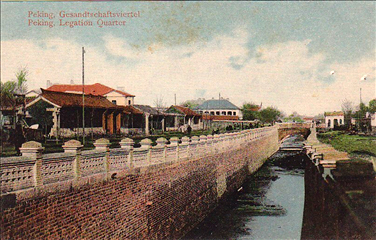
Das Gesandtschaftsviertel in Peking (hier vor 1912) galt aus chinesischer Sicht als exterritorial.

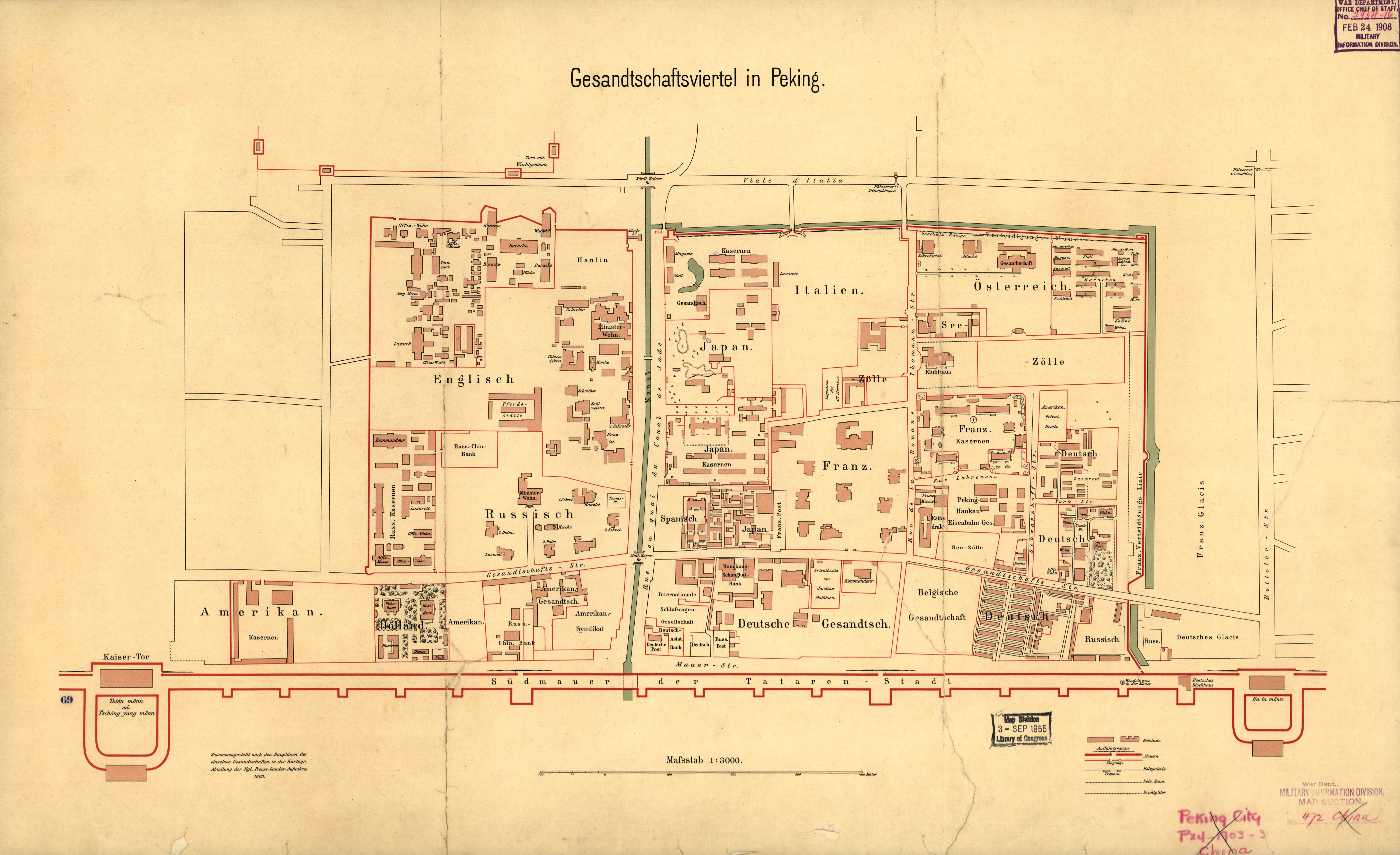
Karte des Pekinger Gesandtschaftsviertels um 1903.

Der Begriff bezeichnete ursprünglich die Vorzugsstellung, die vor allem Diplomaten im Empfangsstaat genossen. Die ältere auf Hugo Grotius zurückgehende Exterritorialitätslehre erklärte die privilegierte Stellung mittels einer Fiktion: Der diplomatische Vertreter wurde während seines Aufenthalts im Empfangsstaat als außerhalb des Staatsgebietes des Empfangsstaates befindlich behandelt. Dieser war für die Repräsentanten des Empfangsstaates absolut unangreifbar und unterlag weder der Polizeigewalt noch der Gerichtsbarkeit des Empfangsstaates.
Hiermit einher ging, dass in früheren Zeiten der Bereich, der dem Diplomaten zur uneingeschränkten Nutzung überlassen war, ungleich größer war als heute. Der Umfang der privilegierten Zone bestand nicht nur aus dem eigentlichen Gesandtschaftsgebäude (franchise de l’hôtel), sondern aus der Freiheit eines ganzen Viertels (franchise du quartier). Der Bezirk, in dem sich die Gesandtschaft befand, mit den dort wohnenden oder zufällig dort anwesenden Menschen unterstand der alleinigen Jurisdiktion der Mission. Gesandtschaftsviertel (engl. legation quarter, französisch quartier des légations) und Gesandtschaftsgebäude galten als im eigentlichen Sinne extraterritorial, geradezu als Gebiet des Staates, dessen Mission sich dort aufhielt.

## Von der Exterritorialität zur diplomatischen Immunität
Die neuere Lehre von der funktionalen Notwendigkeit (Funktionstheorie) hat diese Fiktion aufgegeben. Diplomaten und ihre Liegenschaften unterliegen grundsätzlich der Rechtsordnung des Empfangsstaates. Die wirksame Erfüllung der Aufgaben der diplomatischen Mission als Vertretungsorgan des Entsendestaates wird aber durch die Einräumung von Privilegien sichergestellt. Statt Exterritorialität genießen Diplomaten Immunität und erhalten gewisse Vorrechte und Befreiungen. Ihr jeweiliger Umfang hängt von der Zielrichtung der Mission, aber auch vom Rang des Betroffenen ab. Je höher sein Rang ist, desto weitgehender sind die ihm zuerkannten Vorrechte und Befreiungen. Das diplomatische Personal einer Mission (Botschafter, Gesandte, Attachés) genießt stärkere Immunität als das Verwaltungs- und technische Personal (z. B. Schreibkräfte, Sicherheitspersonal, Fahrer) einer Mission. Im konsularischen Dienst ist die Immunität – auch auf der Leitungsebene – in der Regel auf den dienstlichen Bereich beschränkt. Ebenso ist es bei den meisten Angehörigen von Internationalen Organisationen. Nach Art. 105 der UN-Charta genießen die Vereinten Nationen im Hoheitsgebiet jedes Mitglieds nur die Vorrechte und Immunitäten, die zur Verwirklichung ihrer Ziele erforderlich sind. Die Vertreter der Mitglieder und die Bediensteten der UN genießen ebenfalls nur die Vorrechte und Immunitäten, derer sie bedürfen, um ihre mit der Organisation zusammenhängenden Aufgaben in voller Unabhängigkeit wahrnehmen zu können. Die genauen Einzelheiten werden häufig in einem Sitzabkommen zwischen Sitzstaat und UN vereinbart (Art. 105 Abs. 3 UN-Charta).
Ausdrücklich hervorgehoben wird die Funktionstheorie in der Präambel zum Wiener Übereinkommen über diplomatische Beziehungen (WÜD): Die Gewährung von Vergünstigungen und Befreiungen dient nicht der individuellen Bevorzugung einer Person, sondern dem Ziel, die wirksame Wahrnehmung der Aufgaben der diplomatischen Missionen als Vertretungen von Staaten zu gewährleisten.
Anstelle von fiktiver Exterritorialität hat der Diplomat die Pflicht, die Gesetze des Empfangsstaates zu beachten (Art. 41 Abs. 1 WÜD); er darf aber wegen einer Missachtung nicht bestraft werden (Art. 31 Abs. 1 WÜD). Dem Gebot staatlicher Zurückhaltung als Reaktion auf die Betätigung des Diplomaten steht die gleichrangige Verpflichtung des Empfangsstaates gegenüber, ihn vor Schaden zu bewahren. Ein infolge eines Verkehrsunfalls bewusstloser Diplomat darf auch ohne seine ausdrückliche Zustimmung von Stellen des Empfangsstaates ärztlich versorgt werden, solange Angehörige der Mission des Entsendestaates, die unverzüglich zu benachrichtigen sind, keinen gegenteiligen Willen äußern.
Der Spagat, den der Empfangsstaat zuweilen zwischen Zurückhaltung und Schutzgewähr durchläuft, zeigt sich am Beispiel eines Diplomaten, der betrunken in einem Kraftfahrzeug angetroffen wird. Der Diplomat ist verpflichtet, auf Handzeichen der Polizei anzuhalten und sich auszuweisen. Besteht die Gefahr einer Selbstgefährdung, darf er auch durch Wegnahme seiner Autoschlüssel an der Weiterfahrt gehindert werden. Schließlich ist es möglich (und häufig auch sinnvoll), ihn zu seinem Schutz durch die Polizei nach Hause oder zu seiner Mission zu bringen. Maßnahmen der Strafverfolgung, wie die Durchführung eines Alkohol-Atem-Tests gegen den Willen des Betroffenen zur Feststellung der Blutalkoholkonzentration, die Durchsuchung, die Beschlagnahme, auch des Führerscheins, oder die vorläufige Festnahme, sind dagegen nicht erlaubt. Äußert der Diplomat nach einer Trunkenheitsfahrt den Wunsch, die Fahrt mit einem Taxi fortzusetzen, darf er daran nicht gehindert werden. Exterritorial im Sinne einer absoluten Unantastbarkeit seiner Person ist der Diplomat daher heute nicht mehr.
Zu den näheren Einzelheiten der diplomatischen Immunität siehe Hauptartikel Diplomatenstatus.

## Heutige Verwendung des Begriffs
Exterritorialität ist heute kein Rechtsbegriff mehr. Im geschriebenen Völkerrecht wird der Begriff ebenso wenig verwendet wie in der völkerrechtlichen Literatur. Er ist nur noch in der Umgangssprache (vor allem in Zeitungsartikeln) anzutreffen und kennzeichnet dann zumeist stark vereinfachend und schlagwortartig das Verbot des Empfangsstaates, die Liegenschaften des Entsendestaates oder der Internationalen Organisation zu betreten. Die ursprüngliche Personenbezogenheit des Begriffs ist nahezu vollständig verloren gegangen.

### Botschaften
Exterritoriale Liegenschaften im Sinne von Bereichen, über die der Empfangsstaat keine Gebietshoheit hätte, mit der Folge, dass sie zu Exklaven eines anderen Staates werden, gibt es im modernen Völkerrecht nicht mehr. Die Grundstücke einer ausländischen Mission sind integraler Bestandteil des Staatsgebietes, auf dem sie liegen. Die Gebäude und Wohnungen des diplomatischen Personals liegen nicht mehr außerhalb des Empfangsstaates, und sie werden auch nicht so behandelt, als ob dies der Fall sei. Straftaten, die dort begangen werden, sind auf dem Gebiet des Empfangsstaates begangen; im Gesandtschaftsgebäude geschlossene Verträge sind nicht auf dem Gebiet des Entsende-, sondern dem des Empfangsstaates geschlossen worden. Die gängige Formel von der „Exterritorialität“ von Botschaften ist daher irreführend. Das deutsche Reichsgericht hat bereits in einem Urteil des Jahres 1934 den Mord an dem afghanischen Gesandten Sardar Mohammed Aziz Khan auf dem Gelände der afghanischen Gesandtschaft in Berlin als Inlandstat gewertet und deutsches Strafrecht angewendet.
Gesandtschaftsviertel mit weitläufigen Arealen, die dem Entsendestaat zur autonomen Verfügung überlassen werden, gibt es heute ebenfalls nicht mehr. In der Regel besteht die Vertretung aus einem oder mehreren Einzelgebäuden, bei kleinen Staaten manchmal auch nur aus einer Büroetage. Auf den zur Verfügung gestellten Grundstücken hat der Entsendestaat die Gesetze des Empfangsstaates zu beachten, z. B. die lokalen Bauvorschriften bei der Errichtung des Missionsgebäudes. Eingeschränkt ist lediglich die zwangsweise Durchsetzbarkeit der Gesetze des Empfangsstaates, was sich vor allem darin äußert, dass das Missionsgelände im völkerrechtlichen Sprachgebrauch unverletzlich ist (Art. 22 WÜD) und nicht ohne Zustimmung des Leiters der Mission von Repräsentanten des Empfangsstaates betreten werden darf.
Vom absoluten Zutrittsverbot gibt es einige Durchbrechungen, die sich einerseits aus dem völkerrechtlichen Schutzgewähranspruch, andererseits aus dem dem Empfangsstaat eingeräumten Notwehr- und Notstandsrecht ableiten lassen: Ist z. B. auf dem Missionsgelände ein Feuer ausgebrochen und sind Menschenleben in Gefahr, darf das Missionsgelände nach pflichtgemäßem Ermessen von der Feuerwehr betreten werden, wenn die Zustimmung des Missionsleiters nicht rechtzeitig eingeholt werden kann. Hier hat der Schutz von Menschenleben Vorrang vor der grundsätzlichen Unantastbarkeit des Missionsgeländes. Ein Zutrittsrecht soll auch in Notstandssituationen bestehen. Droht das Feuer von der Botschaft auf benachbarte Gebäude überzugreifen, darf das Botschaftsgelände auch ohne Zustimmung des Botschafters betreten werden. Heikel ist die Frage, ob der Empfangsstaat ein Zutrittsrecht hat, wenn ihm bekannt wird, dass in der Botschaft Sprengstoff in gefährlicher Menge gelagert wird, der auch für die Umgebung eine erhebliche Gefahr darstellt. Hier wird teilweise angenommen, dass der Empfangsstaat aus dem Notwehraspekt ein Eingriffsrecht hat, wobei es als Verstoß gegen das Völkerrecht zu werten ist, wenn bei einer etwaigen Durchsuchung nichts gefunden wird. Diskutiert wird letztlich die Frage, ob schwerste Menschenrechtsverletzungen („Folter in der Botschaft“) den Empfangsstaat zum Zutritt berechtigen.
Der Zugang zu Missionsgeländen in Notfällen ist völkerrechtlich nicht unumstritten und muss vom Empfangsstaat sorgfältig bedacht werden. Während in Bezug auf Konsulate die Zustimmung des Konsuls zum Betreten in Notfällen unterstellt werden darf (Art. 31 Abs. 2 Satz 2 des Wiener Übereinkommens über konsularische Beziehungen [WÜK]), fehlt eine vergleichbare Regelung im WÜD für die Botschaften. Das ist nicht zufällig unterblieben, denn die Missbrauchsgefahr (durch den Empfangsstaat) wird von der Staatengemeinschaft als erheblich eingeschätzt.

### Internationale Organisationen
Bei Internationalen Organisationen hängt der Umfang der Sonderrechte vom jeweiligen Sitzabkommen (engl. headquarters agreement) ab, das die Organisation mit dem Sitzstaat abgeschlossen hat. Von einer absoluten Exterritorialität kann auch hier keine Rede sein. Der Empfangsstaat gewährt in Übereinstimmung mit dem Völkerrecht Befreiungen und Vorrechte der Organisation und ihrer Mitglieder regelmäßig nur zu dienstlichen Zwecken und allenfalls in Bezug auf den Leiter (analog zum Botschafter) auch für den privaten (persönlichen) Bereich. Die Staatenpraxis ist hier uneinheitlich. Während in Deutschland der Umfang der Befreiungen einerseits vom Rang der Internationalen Organisation, und andererseits vom Rang des Betroffenen abhängt und zumeist vergleichbaren Positionen bei Botschaften folgt, gewährt die Schweiz teilweise schon bei Verstößen im Straßenverkehr, auch soweit sie aus Anlass einer dienstlichen Verrichtung geschehen, keinem Mitglied der Organisation Immunität. Dahinter steht der Gedanke mangelnder Reziprozität: Die Mitglieder Internationaler Organisationen sind bei dem Sitzstaat nicht akkreditiert und stehen zu ihm in keinem Rechtsverhältnis. Aus dem allgemeinen Völkerrecht steht dem Sitzstaat kein Recht zu, ein Mitglied einer Internationalen Organisation zur persona non grata zu erklären, wenn es gegen die Gesetze des Sitzstaates verstößt (siehe hierzu den Hauptartikel Akkreditierung). Der Sitzstaat hat daher ein Interesse, die Privilegien der Bediensteten Internationaler Organisationen auf ein Mindestmaß zu begrenzen. Hinzu kommt, dass der Internationalen Organisation häufig keine eigene Strafgewalt gegenüber den bei ihr tätigen Beschäftigten zukommt. Deswegen haben Angehörige einer Internationalen Organisation sich wegen ihrer Vergehen am Sitz der Internationalen Organisation nicht ohne weiteres zu verantworten, auch nicht vor der staatlichen Gewalt ihres Heimatstaates, dem sie die Immunität der Internationalen Organisation und ihrer Bediensteten häufig entgegenhalten können.

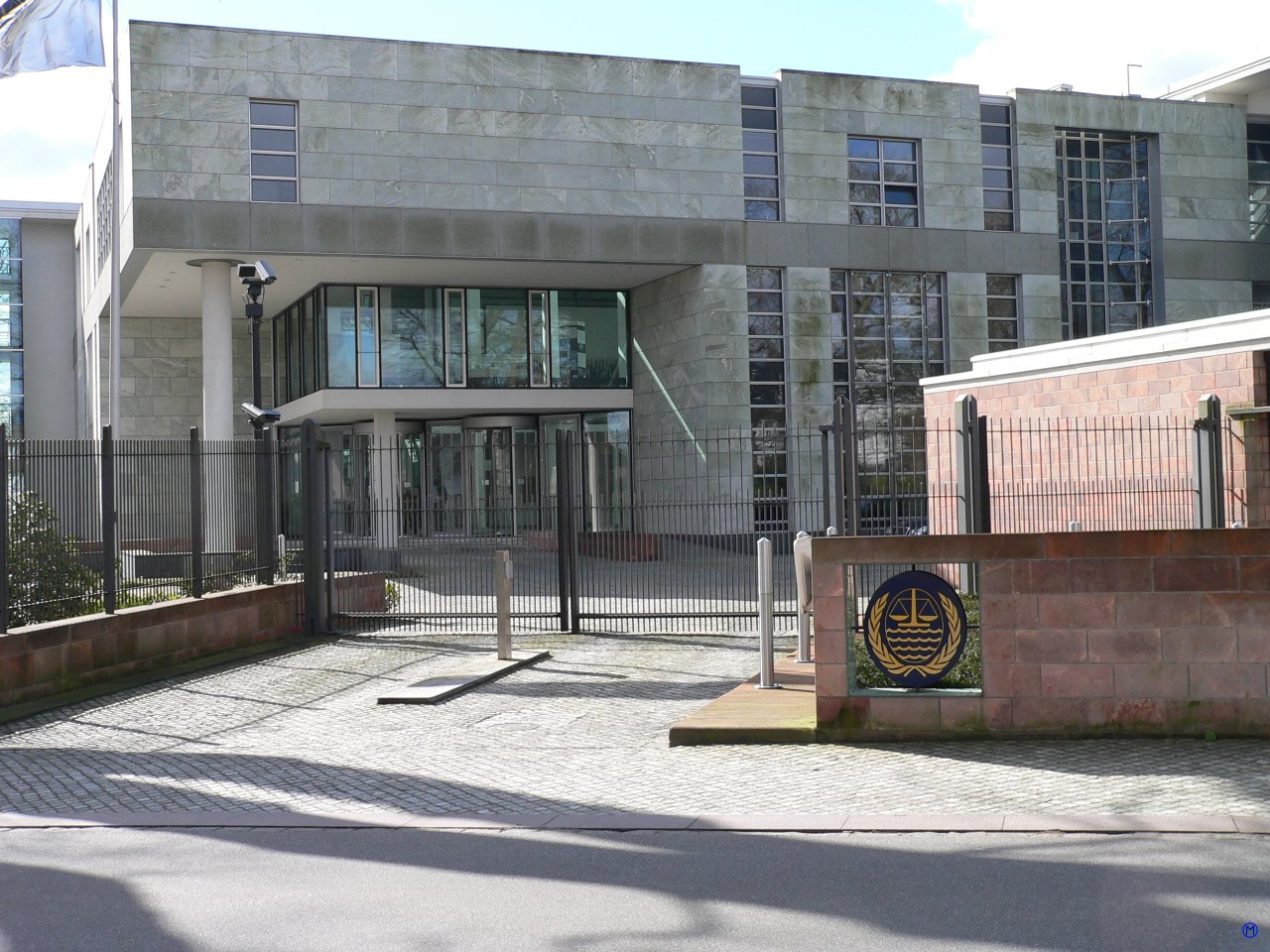
Internationaler Seegerichtshof in Hamburg

Ein Beispiel aus der völkerrechtlichen Praxis ist der Status des Internationalen Seegerichtshofs in Hamburg. Die Vorrechte und Befreiungen des Gerichtshofs sind in dem am 23. Mai 1997 in New York geschlossenen Übereinkommen über die grundsätzlichen Vorrechte und Immunitäten des Internationalen Seegerichtshofs festgelegt worden. Es regelt nicht nur den Status des Geländes, die Unverletzlichkeit des Vermögens und die Befreiung des Gerichtshofs von Steuern und Abgaben des Gastlandes (Art. 3 bis 12), sondern auch die zur Sicherstellung seiner Unabhängigkeit vom Gastland notwendigen Sonderrechte seiner Mitglieder, wie Richter (Art. 13), Kanzler und Verwaltungspersonal (Art. 14). Außerdem werden den Verfahrensbeteiligten, nämlich Sachverständigen (Art. 15), Rechtsbeiständen und Rechtsanwälten (Art. 16) sowie Zeugen (Art. 17) während der Dauer ihrer Aufträge einschließlich der im Zusammenhang mit diesen Aufträgen stehenden Reisen Immunitäten und Erleichterungen gewährt.
Dass auch eine Privatperson (z. B. ein Rechtsanwalt) Inhaber von Immunität sein kann, ist eine Ausprägung der Funktionstheorie, die in Art. 19 ausdrücklich hervorgehoben wird: Die Vorrechte werden nicht zum persönlichen Vorteil gewährt, sondern dienen der Sicherstellung der unabhängigen Wahrnehmung der mit dem Gerichtshof zusammenhängenden Aufgaben. Alle hiervon Begünstigten sind unabhängig von der Immunität verpflichtet, die Gesetze und sonstigen Vorschriften des Aufenthaltsstaates zu beachten. Der Gerichtshof bzw. der Staat, den die Person in einem Verfahren als Rechtsbeistand vertritt, haben im Falle von Missbrauch über die Aufhebung der Immunität zu beschließen (Art. 20).
In einem weiteren Abkommen zwischen der Bundesrepublik Deutschland und dem Internationalen Seegerichtshof über den Sitz des Gerichtshofs vom 14. November 2004 wird das Übereinkommen von 1997 präzisiert: Sowohl der Status des Grundstücks des Seegerichtshofs (Art. 3 bis 16) als auch der Umfang der Immunitäten seiner Mitglieder und der Verfahrensbeteiligten (Art. 17 bis 26) werden dort genauestens geregelt. Das Zusatzabkommen geht dem allgemeinen Übereinkommen von 1997 im Falle eines Widerspruchs vor (Art. 32).
Soweit das Zusatzabkommen dem Gerichtshof keine Sonderrechte einräumt, gelten auf dem Sitzgelände deutsche Gesetze und Vorschriften (Art. 4 Abs. 4 des Abkommens). Insoweit üben hinsichtlich der auf dem Sitzgelände vorgenommenen Handlungen und Rechtsgeschäfte deutsche Behörden und Gerichte die Hoheitsgewalt aus (Art. 4 Abs. 5 des Abkommens). Nach Art. 5 Abs. 1 des Abkommens ist das Sitzgelände unverletzlich, darf also zur Wahrnehmung einer Amtspflicht nur mit ausdrücklicher Zustimmung des Kanzlers von deutschen Behörden betreten werden. Art. 5 Abs. 3 bestimmt jedoch das Zugangsrecht der deutschen Stellen im Falle von Feuer und anderen Unglücksfällen. Art. 5 Abs. 5 verpflichtet den Seegerichtshof, Straftätern oder Personen, deren Abschiebung aus Deutschland vorgesehen ist, keine Zuflucht zu gewähren. Solche Personen muss der Gerichtshof an die deutschen Behörden überstellen.

## Einzelfälle

### Enklaven
Bei von einem anderen Staat umschlossenen Staaten (z. B. San Marino oder Vatikanstadt) und bei von einem anderen Staat umschlossenen Exklaven eines Staates (z. B. Büsingen am Hochrhein als deutsche Exklave, die von Schweizer Hoheitsgebiet umgeben ist) oder bei den in Deutschland gelegenen Grundstücken der Vennbahn handelt es sich nur um eine Schein-Exterritorialität, die sich aus dem Inseldasein und der vollständigen Umschlossenheit eines Staatsgebietes von einem anderen Staat ergibt. Aus Sicht des umgebenden Staates sind solche Gebiete (Enklaven) so wenig bzw. so viel exterritorial wie jeder andere Nachbarstaat auch.

### Fremde Streitkräfte auf eigenem Staatsgebiet
Die Liegenschaften fremder Streitkräfte sind nicht exterritorial, sondern Teil des Hoheitsgebietes, in dem sie sich befinden. Die fremde Streitmacht hat daran aber häufig ein vertraglich zugesichertes ausschließliches Nutzungsrecht, auf dem der Schusswaffengebrauch ähnlich möglich ist wie auf Grundstücken des nationalen Militärs. Die Immunität von auf ausländischem Territorium stationierten Soldaten und ihrer Liegenschaften richtet sich nach Völkervertragsrecht, in Deutschland vor allem nach dem NATO-Truppenstatut und dem Zusatzabkommen zum NATO-Truppenstatut.
Ausnahmen bilden etwa die britischen Militärbasen Akrotiri und Dekelia auf Zypern, die durch die Zürcher und Londoner Abkommen tatsächlich zum Teil des Hoheitsgebietes des Vereinigten Königreichs wurden. Gleichwohl sind sie in Bezug auf Zypern nicht als „exterritorial“ anzusehen.

### Gemeinsame und vorgezogene Grenzabfertigungen
Abmachungen über eine gemeinsame oder vorgezogene Grenzabfertigung (z. B. zwischen Großbritannien und Frankreich über die Grenzkontrolle am Ärmelkanaltunnel auf dem Gebiet des jeweils anderen Staates) führen regelmäßig nicht zu einem exterritorialen Sonderstatus des Geländes. Das Gelände der Grenzkontrollstelle verbleibt beim Hoheitsgebiet des Sitzstaates. Welche hoheitlichen Befugnisse die fremden Grenzkontrollbehörden auf diesem Gelände haben, ergibt sich aus den geschlossenen zwischenstaatlichen Vereinbarungen.

### Kirchengrundstücke

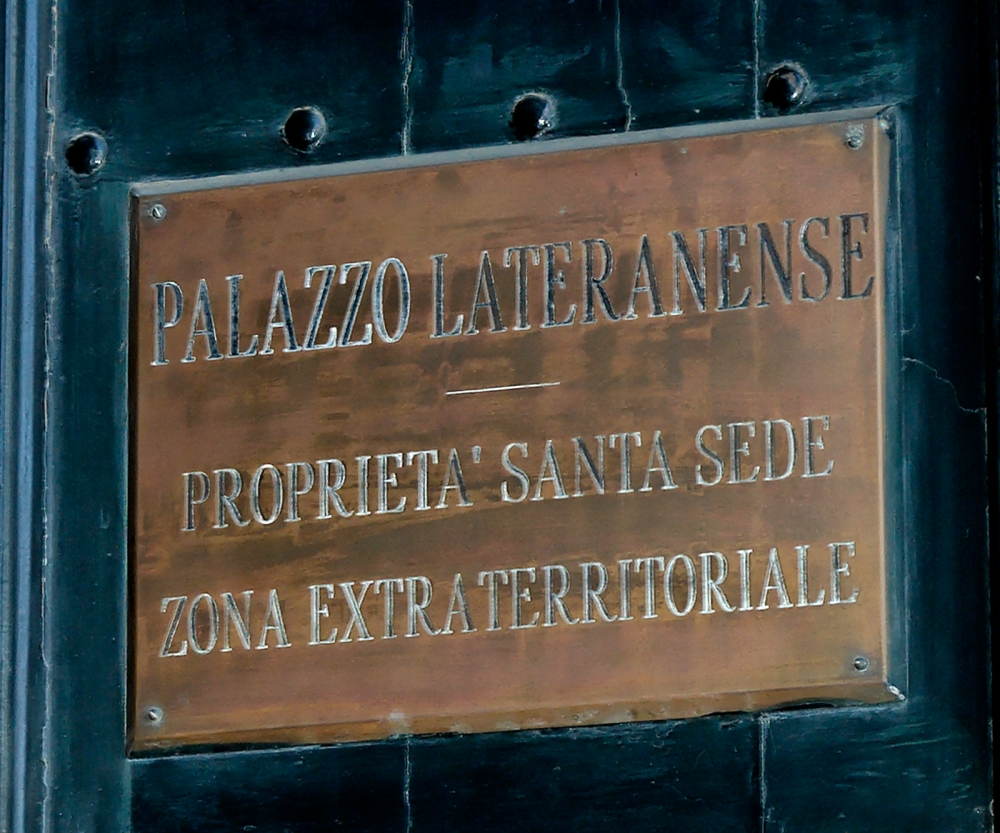
Schild mit Hinweis auf den exterritorialen Status am Tor des Lateranpalastes in Rom.

Kirchengrundstücke gehören zum Staatsgebiet, auf dem sie liegen, und sind nicht exterritorial. Staatliche Stellen haben über Kirchengrundstücke die uneingeschränkte Gebietshoheit. In Deutschland sind die großen Landeskirchen Körperschaften des öffentlichen Rechts und organisatorisch in die staatliche Verwaltung eingebunden (Art. 137 Abs. 5 Weimarer Reichsverfassung [WRV] i. V. mit Art. 140 GG). Ihre inneren Angelegenheiten unterliegen jedoch nicht der staatlichen Aufsicht (Art. 137 Abs. 3 WRV i. V. mit Art. 140 GG).
Einen Sonderfall bildet der Vatikan: Bei diesem handelt es sich um einen eigenen Staat, dessen Territorium nur aus dem 0,44 km² großen Vatikanhügel besteht. Darüber hinaus genießen nach den Lateranverträgen mehrere Grundstücke des Heiligen Stuhls innerhalb und außerhalb Roms einen besonderen Status, der teilweise als exterritorialer Status bezeichnet wird (siehe Exterritoriale Gebiete des Heiligen Stuhls). Diese Grundstücke gehören zum italienischen Staatsgebiet, haben aber den Status der nach dem Völkerrecht besonders geschützten Residenzen der diplomatischen Vertreter auswärtiger Staaten (vgl. Art. 1 Buchstabe i WÜD).

### Schiffe und Luftfahrzeuge
Bei Handelsschiffen und Luftfahrzeugen kommt es darauf an, ob sie hoheitlichen Funktionen (dann Immunität) oder wirtschaftlichen Interessen dienen (dann keine Immunität). Völkerrechtlich anerkannt ist auch ein Immunitätsschutz von Kriegsschiffen in fremden Gewässern oder Häfen. Sie werden nicht als „schwimmendes Staatsgebiet“ (französisch territoire flottant) des Flaggenstaates angesehen. Kriegsschiffe haben die Rechtsordnung des Küstenstaates zu beachten; hoheitliche Maßnahmen des Küstenstaates auf dem Kriegsschiff wie Betreten, Durchsuchungen und Verhaftungen sind jedoch nicht zulässig. Bei Verstößen gegen die Rechtsordnung kann das Schiff aus den Gewässern des Küstenstaates verwiesen werden (Art. 29 und Art. 30 UN-Seerechtsübereinkommen). Unterseeboote und andere Unterwasserfahrzeuge müssen im Küstenmeer über Wasser fahren und ihre Flagge zeigen (Art. 20 UN-Seerechtsübereinkommen); dann genießen sie wie ein gewöhnliches Kriegsschiff Immunität.